# Elena Osipova (attivista)
Elena Andreevna Osipova (in russo  Елена Андреевна Осипова?; Leningrado, 1945) è un'artista e attivista russa, nota per le sue proteste pubbliche silenziose in cui si presenta con cartelli scritti a mano, o dipinti da lei stessa.
È diventata popolare nei media internazionali come "nonna per la pace" quando è stata arrestata per aver protestato contro l'invasione russa dell'Ucraina.

## Biografia
Elena Andreevna Osipova è nata nel 1945 a Leningrado, figlia di sopravvissuti all'assedio, durante il quale morì il nonno. Si è diplomata nella Scuola d'arte oggi intitolata a N. K. Roerich, dove studiò per un periodo Marc Chagall, e ha poi frequentato l'Accademia statale di arte e design V. I. Muchina di Leningrado.
Influenzata dalle opere dei grandi pittori russi del XV secolo Andrej Rublëv e Dionisij, avrebbe voluto seguire il programma di pittura monumentale, ma le ragazze non vi erano ammesse. Ha lavorato come insegnante d'arte per circa trent'anni, partecipando alla fondazione di diverse scuole d'arte.
Nel 2015, presso la sede pietroburghese di Open Russia, è stata allestita la sua prima mostra di manifesti e dipinti, principalmente ritratti e paesaggi.
L'impegno pubblico di Osipova è iniziato nell'ottobre 2002 come protesta nei confronti del cruento assalto al Teatro Dubrovka di Mosca compiuto dalle forze di polizia russa a seguito del sequestro di civili da parte di militanti ceceni. In totale solitudine, si recò a Palazzo Mariinskij, sede del Parlamento di San Pietroburgo, esibendo un cartello con la scritta: «Signor Presidente! Urgentemente cambia rotta! Lascia andare la Cecenia!».
Ha iniziato a utilizzare manifesti dipinti a mano per attirare l'attenzione su ingiustizie o crimini che si compiono nel mondo e sulla mancanza di risposta da parte della società civile russa. Da allora i manifesti, generalmente di orientamento pacifista, hanno commentato argomenti come la guerra in Iraq, il vertice del G20 del 2013 a San Pietroburgo, o i bombardamenti russi nella guerra civile siriana. Per aver preso parte a una marcia di protesta organizzata da L'Altra Russia contro le politiche di Vladimir Putin, Osipova è stata arrestata per la prima volta nel 2007.

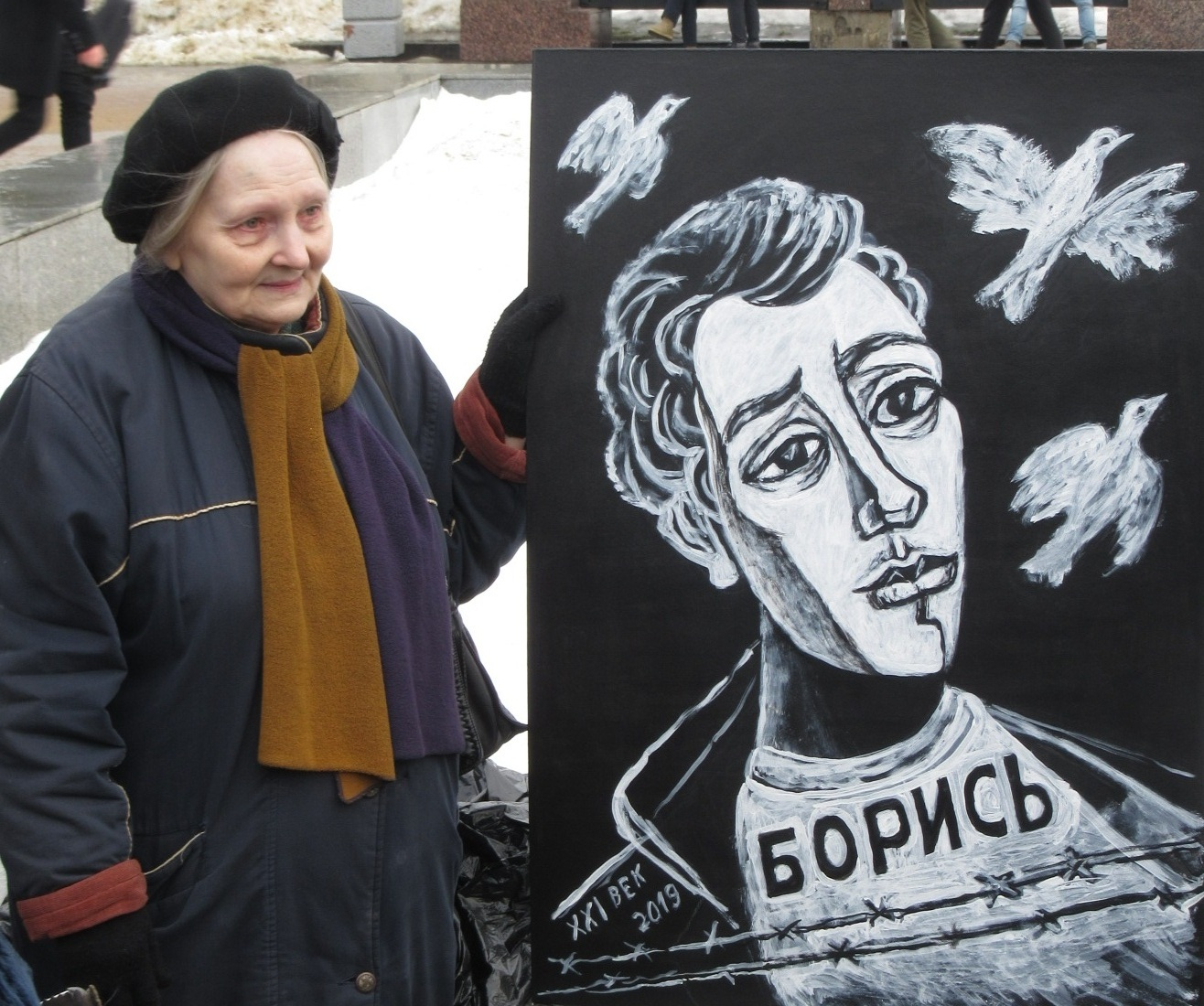
Elena Osipova all'incontro in memoria di Nemcov nel 2019

Altri arresti e multe sono seguiti negli anni successivi per diversi motivi, come nel 2020 dopo le proteste contro il nucleare in occasione del 34º anniversario del disastro di Černobyl'. Nel 2017, ha suscitato scalpore in Russia un video nel quale Elena Osipova, che manifestava durante la parata del Giorno della Vittoria a sostegno del pacifismo, veniva insultata dagli astanti. Con il suo comportamento inflessibile e le immagini ripetute di una vecchietta portata via da forze di sicurezza pesantemente armate, Osipova è diventata un volto pubblico della critica e dell'opposizione nella sua città natale e ha ricevuto soprannomi come la "coscienza di San Pietroburgo" o la "nonna dell'opposizione”. Nel 2019 è stato pubblicato un libro illustrato che documenta le sue azioni di protesta dal 2012 al 2019.
Elena Osipova è stata brevemente detenuta il 27 febbraio 2022 a seguito delle proteste contro l'invasione russa dell'Ucraina; in questa occasione ha esibito un cartello con la scrittaː «Soldato, lascia cadere la tua arma e sarai un eroe».
Osipova vive da sola in un appartamento comune in via Furštackaja, dove la seconda stanza viene utilizzata come deposito per i suoi dipinti. Si rifiuta di vendere il proprio lavoro, compresi i manifesti politici, o di accettare aiuti monetari, per timore di essere vista come una che vende le proprie convinzioni.

## Attivismo sociale

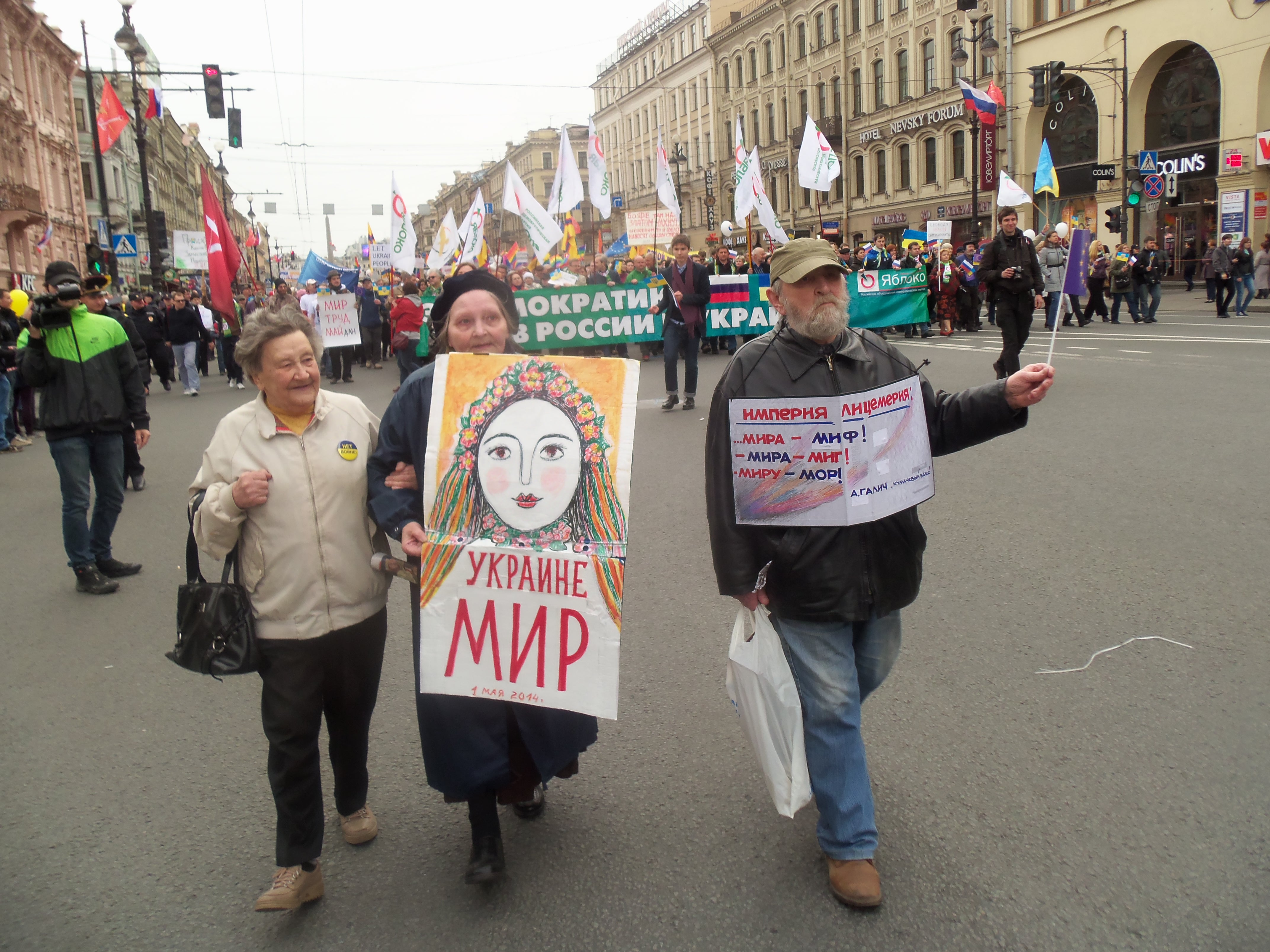
Marcia a San Pietroburgo contro la guerra il 1º maggio 2014

La prima volta che ha realizzato un poster politico del proprio lavoro è stato nel 2002, durante la seconda guerra cecena e dopo l'attacco terroristico a Dubrovka. Dopo aver scritto su un pezzo di carta la frase "Signor Presidente, urgentemente cambia rotta!", Osipova ha marciato con il poster verso l'Assemblea legislativa di San Pietroburgo nel Palazzo Mariinskij in Piazza Isacco. La sua protesta in quel momento passò inosservata. Da allora, tuttavia, è scesa in strada costantemente con nuovi manifesti e le sue attività sono diventate visibili ai residenti e agli agenti di polizia.

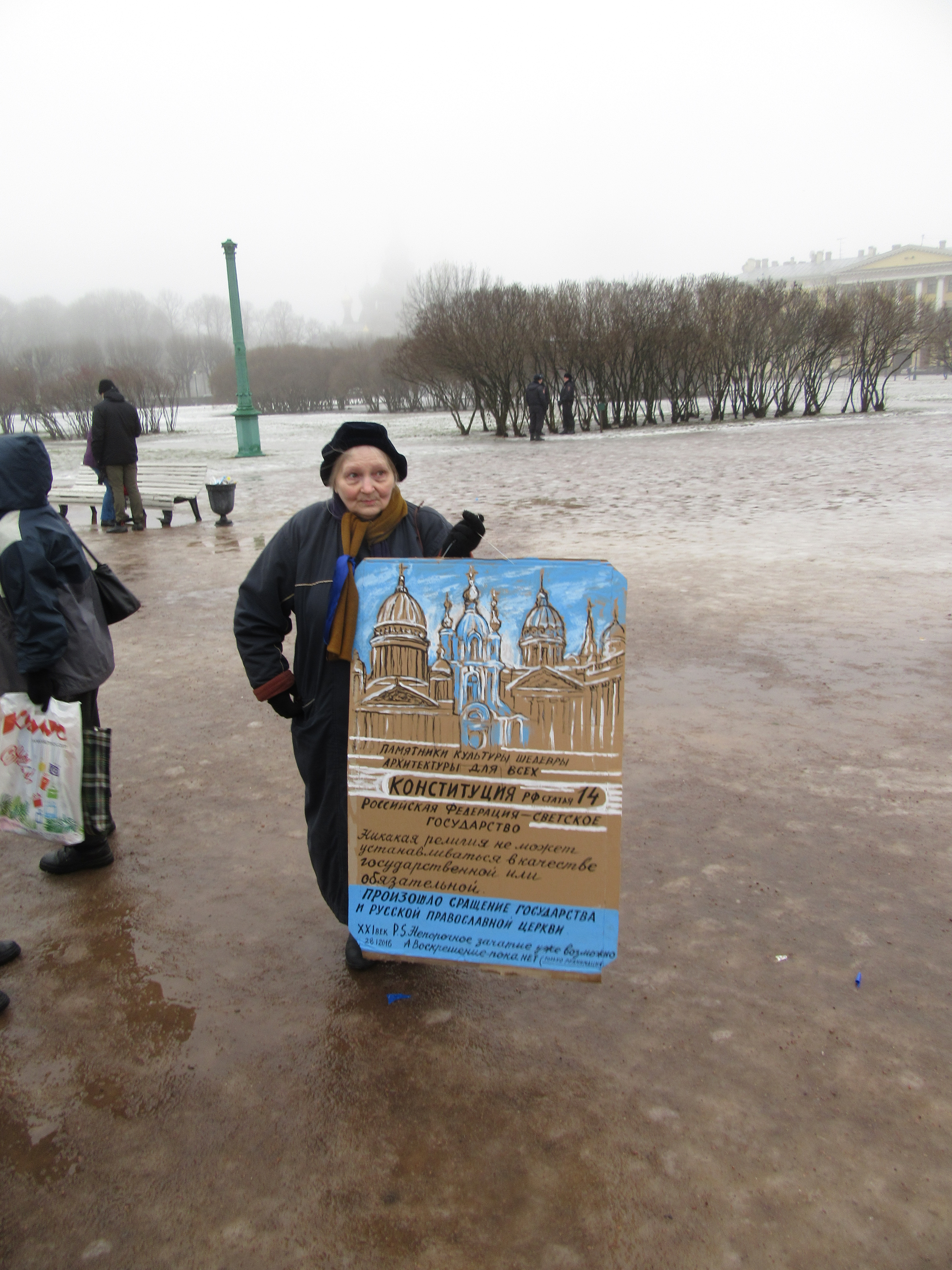
In piazza contro la cessione della Cattedrale di San Isacco alla chiesa ortodossa russa, 2017

Osipova è nota per la partecipazione a praticamente tutte le manifestazioni di protesta con cartelli che denunciano l'ingiustizia e il crimine, avvertono del pericolo e simpatizzano con le sofferenze di qualcuno, siano esse disastri naturali o violazioni delle libertà politiche. Ha cercato di attirare l'attenzione del pubblico sull'assedio della scuola di Beslan, sulla guerra in Iraq, sugli attacchi di Parigi del novembre 2015, sul caso di piazza Bolotnaja, sull'annessione della Crimea alla Federazione Russa, sulla guerra nel Donbas. Ha onorato la memoria di Boris Nemcov. Per qualche tempo è stata detenuta ad ogni manifestazione, ma poi riportata a casa dagli agenti di polizia. Per la sua attiva posizione civica, l'artista è stata definita "la coscienza di San Pietroburgo".
Il 18 aprile 2017, quando protestò contro le guerre in Ucraina e Siria, fu offesa e insultata in modo aggressivo dalla folla. I passanti tentarono di strappare i suoi manifesti, la chiamarono "la vecchia feccia di Naval'nyj" e il suo picchetto una "provocazione massonica ebraica", gridarono anche: "Vergognatevi, state rovinando la nostra festa!", "Uccidiamola!", "Se non ti piace la Russia, vattene da qui!".

### Dopo l'invasione russa dell'Ucraina nel 2022
Il 2 marzo 2022 Osipova era tra le persone arrestate a San Pietroburgo per aver protestato contro l'invasione russa dell'Ucraina. Il filmato del suo arresto è stato ampiamente condiviso sui social media. Il 24 marzo 2022, ha detto al redattore russo della BBC, Steve Rosenberg, che "era così scioccata, dopo che la Russia ha attaccato l'Ucraina, da non aver mangiato per tre giorni. Poi, piena di rabbia, è scesa nelle strade a protestare".
Il 9 maggio 2022, Osipova è stata aggredita da due giovani che hanno preso i suoi manifesti contro la guerra e sono scappati, mentre stava uscendo di casa per partecipare ad una manifestazione contro la guerra. Successivamente divenne famosa a livello internazionale e le fu concessa la cittadinanza onoraria di Milano.
Il 31 gennaio 2023, la mostra dei cartelloni politici di Osipova è stata inaugurata presso l'ufficio del partito di opposizione Jabloko in via Špalernaja a San Pietroburgo, ma il giorno successivo le opere sono state confiscate dalla polizia russa e poi inviate per una perizia psicologica e linguistica ai sensi di un articolo sui "falsi" sull'esercito russo.

## Vita privata
Osipova era sposata con Gennadij Charvardt, morto prematuramente durante un viaggio in Svezia. Il loro figlio, Ivan (1981-2009), ha lavorato come macchinista per il Teatro Lensovet, il Teatro Komissarževskaja e la Casa Baltica. Morì nel 2009 all'età di 28 anni di tubercolosi, conseguenza dell'abuso di droghe.

## Stile
Osipova ha uno stile artistico distintivo, gentile e fluido ma anche audace e talvolta simile a un cartone animato. Il suo cartello politico si caratterizza per il suo orientamento satirico, una risposta alle "questioni del giorno", ma artisticamente è vicino al primitivismo e trae origine dagli affreschi di Andrei Rublëv e Dionisij. Oltre alle opere politiche, il lavoro di Osipova comprende paesaggi urbani, ritratti, compresi quelli di bambini. I ritratti di Osipova sono simili ai suoi manifesti politici, ma differiscono per la loro maggiore enfasi sulla storia personale, sulla natura, sulle relazioni e sulla percezione di sé di una persona.
I paesaggi dell'artista, spesso eseguiti in stile impressionista, sono quasi sempre pieni della presenza dell'uomo, del suo distacco dalla vita quotidiana e del godimento della bellezza del mondo che lo circonda. Il centro di tutte le opere di questo tipo è San Pietroburgo, i suoi scorci, panorami e punti di riferimento riconoscibili, le cui immagini trasmettono praticamente allo spettatore l'atmosfera generale della città.
La prima mostra in assoluto del lavoro di Osipova ha avuto luogo nel 2015 presso l'ufficio di Open Russia a San Pietroburgo. Una delle sue mostre è stata descritta come "un accogliente seminterrato con immagini scomode". Comprendeva un poster che mostrava una madre con un bambino morto. Il dipinto parlava di un ragazzo tagico di nome Umarali Nazarov, che morì a San Pietroburgo dopo essere stato portato via con la forza da sua madre. Nel 2019 è stato pubblicato l'album "Standing Artist with Placard", che prende il nome da un verso di una poesia di Michail Novickij.
Nel 2021, presso il Museo letterario e commemorativo Anna Achmatova si è tenuta una mostra dei paesaggi urbani di Osipova sul tema di San Pietroburgo.